# Arthur Knautz
Arthur Knautz (Daaden, 1911. március 20. – Belgorod, 1943. augusztus 6.) olimpiai bajnok német kézilabdázó.
Részt vett az 1936. évi nyári olimpiai játékokon, amit Berlinben rendeztek. A kézilabdatornán játszott, amit a német válogatott meg is nyert. A csapat veretlenül lett bajnok és mindenkit nagy arányban győztek le.
A második világháborúban tűnt el Belgorod mellett 1943. augusztus 6-án.